# Devin Townsend
Devin Garrett Townsend (New Westminster, 5. svibnja 1972.) kanadski je glazbenik, kantautor i glazbeni producent. Također je bio i osnivač, kantautor, pjevač i gitarist ekstremnog metal sastava Strapping Young Lad od 1994. do 2007. godine. Townsend usto ima i opsežnu solo karijeru.
Nakon nastupanja u nekoliko heavy metal grupa u srednjoj školi Townsenda je zapazila diskografska kuća Relativity Records, koja ga je zamolila da bude glavni pjevač na albumu Sex & Religion gitarista Stevea Vaija. Nakon snimanja i turneje s Vaijem Townsenda je razočarala glazbena industrija te je zbog toga, kako bi ljutnji dao oduška, snimio svoj prvi samostalni album Heavy as a Really Heavy Thing, koristeći se pritom pseudonimom Strapping Young Lad. Nakon objave albuma Townsendu se u projektu pridružuju gitarist Jed Simon, basist Byron Stroud i bubnjar Gene Hoglan čineći tako Strapping Young Lad višečlanim sastavom. S njima je 1997. godine objavio kritički uspješan album City. Townsend je sa Strapping Young Ladom naknadno objavio još tri albuma (pod licencijom diskografske kuće Century Media Records) i mnoštvo samostalnih albuma (pod licencijom njegove nezavisne diskografske kuće HevyDevy Records).
Na Townsendovim su se samostalnim albumima, koje karakterizira miješanje hard rocka i progresivnog metala, ali i ambijentalne i new-age glazbe, pojavljivale mnogobrojne postave koje su činili asistirajući glazbenici. Godine 2003. osnovao je The Devin Townsend Band, grupu s trajnom postavom članova koja je snimila dva njegova samostalna albuma te išla s njim na turneju radi njihove promocije, no već 2007. godine raspustio je i The Devin Townsend Band i Strapping Young Lad kako bi predahnuo od učestalih turneja i proveo više vremena sa svojom obitelji. Nakon dvogodišnje pauze u radu ponovo nastavlja snimati te najavljuje novi projekt Devin Townsend Project. Projekt je prvotno trebao objaviti samo četiri albuma skladana i napisana u različitim glazbenim stilovima (Ki, Addicted, Deconstruction i Ghost), no Townsend je ipak nastavio njegov rad, pišući, skladajući i odlazeći na turneje s ostalim članovima grupe.
Uzevši u obzir sve njegove projekte i sastave Townsend je objavio ukupno dvadeset i četiri studijska te tri koncertna albuma. Njegov je svojstven stil glazbene produkcije, koji se odlikuje zvučnim zidom ispunjenim mnogostrukim glazbenim dionicama, često bio uspoređivan sa stilovima glazbenih producenata kao što su Phil Spector i Frank Zappa. Njegova svestrana vokalna izvedba rangira od glazbene tehnike vrištanja do opernih vokala te je jednako tako raznoliko i njegovo skladanje pjesama. Njegov je glazbeni stil ukorijenjen u heavy metal glazbi te tekstovi i glazba njegovih albuma prikazuju različite aspekte njegove osobnosti.

## Biografija

### Rana glazbena karijera (1972. – 1994.)
Devin Townsend rođen je 5. svibnja 1972. u New Westminsteru u Britanskoj Kolumbiji. Započeo je svirati bendžo s 5 te gitaru s 12 godina. U ranoj je tinejdžerskoj dobi prijateljevao s Brianom "Beavom" Waddellom koji će kasnije svirati gitaru u The Devin Townsend Bandu i bas-gitaru u Devin Townsend Projectu. Također je nastupao i u nekoliko metal sastava dok je još bio u srednjoj školi dok nije naposljetku osnovao grupu Grey Skies s 19 godina. U to se doba pridružio i popularnoj lokalnoj grupi Caustic Thought gdje je mijenjao Jeda Simona kao gitarist te je svirao uz basista Byrona Strouda; i Simon i Stroud kasnije će postati članovi Townsendovog najpoznatijeg sastava Strapping Young Lad. Townsend 1993. godine započinje skladati glazbeni materijal za projekt pod imenom Noisescapes koji će naknadno opisati "jednako žestokim kao Strapping Young Lad".
Townsend ubrzo snima Noisescapesov demouradak te šalje nekoliko primjeraka raznim diskografskim kućama. Relativity Records mu odgovara ugovorom za objavu albuma te tako Townsend započinje rad na onome što je trebalo biti prvi Noisescapesov album – Promise. Ubrzo nakon toga Relativity upoznaje Townsenda s glazbenikom Steveom Vaijem. Budući da je bio impresioniran Townsendovim vokalnim sposobnostima, Vai mu je ponudio ulogu glavnog pjevača na svojem novom albumu Sex & Religion. Nakon snimanja Sex & Religiona Townsend se pridružuje Vaiju na svjetskoj turneji kako bi zajedno promovirali album. Townsend je naknadno ponovno otišao na turneju s Vaijem, ali ovaj put nastupajući sa sastavom The Wildhearts kao njegova predgrupa. Nastupao je s grupom polovicom 1994. godine u Europi te se čak pojavio i kao gostujući glazbenik na njenom singlu "Urge". Ginger, frontmen sastava, ostao je Townsendov blizak prijatelj te je kasnije zajedno s njime skladao nekoliko pjesama na Townsendovom albumu Infinity te EP-u Christeen + 4 Demos.
Tijekom turneje s The Wildheartsima Townsend osniva kratkotrajni thrash metal projekt s tadašnjim Metallicinim basistom Jasonom Newstedom. Sastav, znan kao IR8, sastojao se od Newsteda na vokalima i bas-gitari, Townsenda na gitari te Toma Huntinga iz sastava Exodus na bubnjevima. Grupa je zajedno snimila nekoliko pjesama, no Townsend je izjavio kako je to bilo sve te da nisu namjeravali nastaviti dalje s projektom. "Ljudi su čuli o njemu i mislili da smo željeli objaviti CD, što uopće nije istinito," objašnjava. "Shvatili su ovaj projekt previše ozbiljno." Skupina je snimila demouradak, ali materijal nije bio objavljen sve do 2003. godine kada je Newsted objavio kompilaciju pod imenom IR8 vs. Sexoturica.
Iako je bio ponosan na sve što je uspio postići u svojoj ranoj karijeri, Townsend je bio razočaran svojim iskustvom u glazbenoj industriji. Jednom je prilikom izjavio: "Postajao sam tvorevina mašte nekog drugog i to se miješalo s mojom osobnošću. Taj je spoj bio grozan." Odlučio je promovirati svoje glazbene projekte, no iako je odlazio na popularne turneje s ostalim glazbenicima, diskografske su kuće nastavljale odbijati objavljivanje njegove glazbe. Relativity Records poništio je ugovor s Noisescapesom ubrzo nakon što je Townsend prihvatio Vaijevu ponudu jer je izdavač smatrao kako njegova glazba nema komercijalnu privlačnost. Townsend je komentirao taj događaj: "Slutim da su mi ponudili ugovor samo kako bih mogao pjevati sa Steveom." Tijekom turneje s The Wildheartsima Townsenda je nazvao predstavnik A&R odsjeka diskografske kuće Roadrunner Records koji je izrazio interes za Townsendove demouratke te mu je želio ponuditi ugovor. Ponudu je na koncu opozvao Roadrunnerov predsjednik koji je smatrao da su Townsendove snimke "samo buka".

### OdHeavy as a Really Heavy ThingadoInfinityja(1994. – 1998.)
Diskografska kuća Century Media Records 1994. godine Townsendu nudi glazbeni ugovor kako bi mogao snimiti "nekoliko ekstremnih albuma". On pristaje na ponudu kuće, obvezujući se time na objavljivanje ukupno pet albuma. Iste godine Townsend pripomaže vancouverskom industrijalnom sastavu Front Line Assembly kao studijski gitarist te nastupa na njihovim albumima Millennium (objavljen 1994.) i Hard Wired (objavljen 1995. godine). Townsend naknadno započinje snimati vlastiti glazbeni materijal pod pseudonimom Strapping Young Lad; u to je doba izbjegavao koristiti vlastito ime, želeći iznova započeti svoju karijeru nakon svoje istaknute uloge na koncertima s Vaijem; "U početku sam pod svaku cijenu izbjegavao koristiti svoje ime jer sam bio poznat kao pjevač Stevea Vaija, što nije bio najbolji mogući publicitet", objašnjava. "Svirao sam tuđu glazbu i bio sam procjenjivan s obzirom na tu glazbu." Townsend je producirao te je svirao gotovo sve instrumente na svojem debitantskom studijskom albumu Heavy as a Really Heavy Thing koji je bio objavljen u travnju 1995.
Nakon objave albuma, Townsend i njegove ostale kolege glazbenici iz Vancouvera snimaju album Cooked on Phonics te ga objavljuju 1996. godine pod imenom Punky Brüster. Album je skladan i snimljen u manje od mjesec dana te parodira punk rock grupe i dokumentira postupak "rasprodaje" grupe koja želi postići uspjeh u glavnoj struji glazbe. Kako bi objavio album, Townsend osniva vlastitu neovisnu diskografsku kuću HevyDevy Records. Naknadno uspostavlja trajnu postavu grupe Strapping Young Lad te s njom snima album City; postavu su činili poznati metal bubnjar Gene Hoglan te bivše Townsendove kolege – gitarist Jed Simon i basist Byron Stroud. Album je objavljen 1997. godine te se smatra najboljim uratkom sastava; časopis Metal Maniacs ga je opisao "revolucionarnim" dok ga je časopis Revolver nazvao "jednim od najboljih metal albuma svih vremena". Sam je Townsend izjavio kako ga smatra "ultimativnim" albumom sastava. Kasnije iste godine Townsend s grupom Ocean Machine objavljuje album Biomech koji je poslije objavljen pod njegovim imenom kao Ocean Machine: Biomech, postajući tako njegovim prvim samostalnim studijskim albumom; glazba na albumu odlikuje se mješavinom hard rocka, ambijentalne glazbe i progresivnog rocka.
Nakon objave albuma City i Ocean Machine: Biomech Townsend se počeo približavati živčanom slomu. "Počeo sam promatrati ljudska bića kao [skupinu] malog usamljenog ružičastog mesa na bazi vode", objašnjava, "[kao] životne oblike koji kroz sebe istiskuju zrak te stvaraju zvukove za koje se činilo da ih drugi komadići mesa razumiju." Prijavio se u psihijatrijsku bolnicu 1997. godine te mu je tamo dijagnosticiran bipolarni poremećaj. Dijagnoza mu je pripomogla u otkriću odgovora na pitanje odakle su dolazile dvije strane njegove glazbe; Townsend smatra kako je njegov poremećaj "stvorio dva ekstrema koji su Strappingov album City te [album] Ocean Machine: Biomech." Nakon svog odlaska iz bolnice otkrio je kako je "sve sjelo na svoje mjesto" i da je mogao skladati svoj drugi studijski album, Infinity, koji je opisao kao "roditeljski projekt" albuma City i Ocean Machine: Biomech. Album je usto bio inspiriran glazbom kazališta Broadway. Kako bi snimio album, Townsend odlazi u studio zajedno s Hoglanom; Townsend je svirao sve instrumente osim bubnjeva koje je svirao Hoglan. Infinity je konačno objavljen u listopadu 1998. Nekoliko godina kasnije Townsend je izjavio kako mu je od svih samostalnih albuma Infinity najdraži.
S Infinityjem Townsend započinje objavljivati sve svoje albume pod vlastitim imenom, čineći iznimku jedino za albume Strapping Young Lada; želio je pokazati da su, unatoč velikoj raznovrsnosti stila njegovih projekata, svi njegovi albumi samo različiti aspekti njegovog identiteta. Townsendove su kolege iz sastava počele nastupati pod dva imena tijekom koncerata – kao Strapping Young Lad i kao Devin Townsend Band, svirajući pjesme s Townsendovih samostalnih albuma.

### PhysicistiTerria(1999. – 2001.)
Townsendovom je sljedećem projektu bilo potrebno nekoliko godina kako bi se mogao konačno ostvariti; nakon snimanja demouratka pod imenom IR8, Townsend i Jason Newsted započeli su rad na novom projektu imena Fizzicist koji su opisali kao "žešći od Strapping Young Lada". Kada je u javnost procurila IR8 snimka, Newstedove su kolege iz Metallice James Hetfield i Lars Ulrich saznali za projekt. Hetfield je bio "jebeno bijesan" na to što je Newsted svirao izvan sastava te su mu ubrzo kolege zabranile da radi na bilo kakvim drugim sekundarnim glazbenim projektima. Radi zastoja projekta, Townsend je samostalno završio album te ga je nazvao Physicist. Kako bi snimio album, Townsend okuplja svoje kolege iz Strapping Young Lada; ovo je ujedno i jedini njegov samostalni album na kojem je nastupala ta postava. Physicist je objavljen u lipnju 2000. godine te se smatra niskom točkom Townsendove karijere. Hoglan i ostatak grupe bili su nezadovoljni načinom na koji je zvuk bio miksan te ga i sam Townsend smatra svojim najgorim albumom.
Smatrajući kako je Physicistom "prognao mnogo obožavatelja", Townsend je shvatio kako je dobio priliku napraviti osobniji i iskreniji album; jedno je jutro, dok se zajedno sa svojim sastavom vozio kroz Kanadu, Townsend bio inspiriran te je želio skladati "introspektivni" album koji bi posvetio svojoj domovini. Rezultat te je inspiracije bilo snimanje i produkcija Terrie, albuma koji je karakterizirala "vrlo ilustrirana struja svijesti". Na albumu su uz Townsenda nastupali bubnjar Gene Hoglan, basist Craig McFarland te klavijaturist Jamie Meyer. Kao dodatnu inspiraciju za album Townsend je naveo album White Pepper grupe Ween. Terria je objavljen u studenom 2001. godine.

### OdStrapping Young LadadoSynchestre(2003. – 2006.)
Townsendov rad na samostalnim glazbenim albumima nakratko prestaje 2002. godine kada, nakon petogodišnje pauze u radu, ponovno okuplja Strapping Young Lad i sa sastavom snima novi studijski album. Townsend je jednom prilikom izjavio kako je istoimeni album sastava nastao kao emocionalna reakcija na terorističke napade koji su se odvili 11. rujna 2001. godine u SAD-u. Također je komentirao: "Ako će svijet eksplodirati, onda skladajmo filmsku glazbu za taj događaj." Tekstovi pjesama na albumu baziraju se na temama straha i nesigurnosti, čime se album razlikuje od svojeg prethodnika, Citya, čiji su tekstovi bili "neprijateljski nastrojeni". S glazbenog gledišta, Strapping Young Lad prikazuje manje utjecaja industrijalne glazbe od Cityja te više podsjeća na death metal koji karakterizira rock produkcija širokog opsega. Kao glazbene uzore za album Townsend je naveo Front Line Assembly, Grotus i album Passage sastava Samael. Album je objavljen u veljači 2003. godine. Recenzije albuma bile su osrednje, mnogi su glazbeni kritičari izjavljivali kako je album neravnopravan Cityju, ali je unatoč tomu ovo bio prvi album skupine koji se našao na top ljestvici – uspeo se na devedeset i sedmo mjesto na Billboardovoj ljestvici Top Heatseekers.
Tijekom ponovnog okupljanja Strapping Young Lada, Townsend je osnovao i novi, trajni sastav koji mu je po važnosti bio "jednak Strappingu" te je nosio ime The Devin Townsend Band; sastav je formiran kako bi članovi snimali i odlazili na turneje radi promocije Townsendovih samostalnih albuma. The Devin Townsend Band činili su gitarist Brian "Beav" Waddell, basist Mike Young, bubnjar Ryan Van Poederooyen te klavijaturist Dave Young. Townsend je u sastavu svirao gitaru, pjevao te služio kao glazbeni producent, što je radio i u Strapping Young Ladu. Townsend je radio na prvom albumu sastava, Accelerated Evolution, u isto vrijeme kad je radio na albumu Strapping Young Lad; pola je tjedna radio na jednom te pola na drugom. Accelerated Evolution, nazvan prema brzini sastavljanja novog sastava u manje od godine dana, objavljen je mjesec dana nakon Strapping Young Lada. Mike G. sa stranice Metal Maniacs album naziva "albumom godine", hvaleći ga zbog "teško izvedivog trika u kojem je glazba ekstremna ali i pristupačna, u isto vrijeme bivajući žestoka i "rokerska" ali i veličanstvena i prekrasna." Prije osnutka The Devin Townsend Banda, Townsend je izveo neke svoje samostalne pjesme uživo zajedno sa Strapping Young Ladom; sastav bi prvo svirao set pjesama Strapping Young Lada pa onda set samostalnih Townsendovih pjesama. Nakon objave Accelerated Evolutiona, Townsendova su dva sastava odvojeno odlazila na turneje, promovirajući svoje albume.
Godine 2004. Townsend pod vlastitim imenom objavljuje svoj prvi ambijentalni album Devlab koji je u ograničenom broju primjeraka bio prodavan isključivo preko službene web-stranice HevyDevy Recordsa. Strapping Young Lad u ožujku 2004. godine započinje s radom na svojem sljedećem albumu Alien. Budući da je smatrao kako prethodni album grupe nije doživio očekivani uspjeh, Townsend odlučuje učiniti svoju glazbu ekstremnijom. Tijekom skladanja i snimanja novog albuma Townsend je prestao uzimati lijekove koji su mu bili propisani za njegov bipolarni poremećaj jer je počeo sumnjati u izvornu dijagnozu te je odlučio prestati uzimati lijekove, ali je nastavio zloupotrebljavati opojna sredstva te je na koncu "puknuo" usred procesa, kasnije nazvavši rezultirajući album "toksičnim" i "psihološki vrlo nezdravim". Iako ga je Townsend smatrao "neprobojnom masom tehnikalnosti", album je bio dobro prihvaćen te je u prvom tjednu nakon objave bio prodan u 3.697 primjeraka te se pojavio na nekoliko Billboardovih ljestvica. Townsend je u to vrijeme također skladao glazbu za videoigru Fallout: Brotherhood of Steel.
Ubrzo nakon toga Townsend je započeo skladati sljedeći album The Devin Townsend Banda, čiji je radni naslov glasio Human. Townsend je opisao album kao Alienov "ugodniji" kolega. Također je izjavio: "To je zapravo album o silasku na zemlju nakon provođenja nekog vremena u svemiru s Alienom." Album je na kraju objavljen u siječnju 2006. godine pod imenom Synchestra. Townsend na albumu prikazuje široku lepezu glazbenih stilova, spajajući svojstveni "pop metal" stil s utjecajima narodne glazbe, polke i bliskoistočne glazbe. The New Black, posljednji album Strapping Young Lada, objavljen je kasnije iste godine.

### Ziltoid the Omniscienti pauza u radu (2006. – 2008.)
Townsend je ubrzo prestao ići na turneje kako bi mogao provesti vrijeme sa svojom obitelji. U svojemu je kućnom studiju dovršio svoj drugi ambijentalni album, The Hummer, koji je kasnije objavio isključivo na svojoj web-stranici u studenome 2006. godine.
U svibnju 2007. godine Townsend je objavio album Ziltoid the Omniscient, ironičnu rock operu o istoimenome izmišljenome izvanzemaljcu. Ovo je uistinu bio Townsendov samostalni album; programirao je bubnjeve koristeći Drumkit from Hell, softver virtualnih bubnjeva koji koristi uzorke koje je snimio Tomas Haake iz sastava Meshuggah te je samostalno svirao na svim drugim instrumentima. Ubrzo nakon objave albuma Townsend je izjavio kako više ne planira odlaziti na turneje niti snimati albume sa Strapping Young Ladom i The Devin Townsend Bandom. Objasnio je kako je bio "izmoren putovanjima, odlascima na turneje i samopromocijom" te da je želio obavljati produkciju, skladati albume i provesti vrijeme sa svojom obitelji bez pritiska koji bi mu zadalo davanje intervjua i odlasci na turneje.
Godine 2008. Townsend je posudio svoj glas crtanim likovima unutar nekoliko epizoda Adult Swimovog crtanog filma Metalocalypse. Izvorni dizajn za lik bubnjara Picklesa, jednog od glavnih likova serije, neobično je sličio na Townsenda. Koautor serije, Brendon Small, primijetio je sličnost te je izmijenio dizajn lika prije nego što je serija službeno započela. "Osigurali smo da ne izgleda poput Devina Townsenda. Dali smo mu kozju bradicu i dreadover frizuru kako ne bi izgledao poput njega."

### Osnutak Devin Townsend Projecta (2008. – 2012.)
Nakon što je prestao s radom u glazbenoj industriji, Townsend je ošišao svoju poznatu frizuru te je prestao pušiti i konzumirati alkohol. Townsend je komentirao kako mu je "uznemirujuće" to što je imao poteškoća oko skladanja glazbe bez utjecaja droga te da je imao problema oko identificiranja svoje glazbeničke svrhe. Godinu je dana proveo bez skladanja te je u to doba samo producirao albume, no otkrio je kako nije bio zadovoljan tim procesom te je odlučio "uzeti gitaru u ruke i jednostavno pisati [i skladati]". Ovime je započeo period "samootkrića" u kojem je naučio "stvarati bez droga".
U dvije je godine Townsend napisao više od 60 pjesama te je primijetio kako pripadaju "četirima različitim [glazbenim] stilovima". U ožujku 2009. godine Townsend je najavio svoje planove za serijal od četiri albuma pod imenom Devin Townsend Project kojim je namjeravao razjasniti svoj glazbeni identitet i preuzeti "odgovornost" za osobu kojom se predstavlja u javnosti. Koncept projekta uključuje različite "tematike" te različitu grupu glazbenika na svakom albumu.
Ki, prvi album tetralogije Devin Townsend Projecta, bio je skladan kako bi "postavio pozornicu" za sljedeće albume. Townsend je kanalizirao svoju novonađenu kontrolu i trezvenost u Ki, "napeti i tihi" album koji se uvelike razlikuje od većine glazbe po kojoj je poznat. Kao gostujuća pjevačica na albumu se pojavila Ché Aimee Dorval, koja je poznata kao članica grupe Casualties of Cool, čiji je član i Townsend. Ki je bio objavljen u svibnju 2009.
Drugi, "komercijalan, a ipak žestok" album pod imenom Addicted bio je objavljen u studenom 2009.; glavni pjevači na albumu bili su Townsend i nizozemska pjevačica Anneke van Giersbergen. Na albumu je svirao basist Brian "Beav" Waddell, poznat kao nekadašnji gitarist The Devin Townsend Banda.
Townsend se vratio na pozornicu u siječnju 2010. godine, odlazeći na turneju po Sjevernoj Americi s predvodnim sastavom Between the Buried and Me te drugim grupama kao što su Cynic i Scale the Summit. Nakon toga uslijedila je predvodnička australska turneja te nekoliko istaknutih nastupa u Europi (gdje je bio jedan od predvodnih izvođača na festivalu Brutal Assault u Češkoj). Kasnije je otišao na predvodničku turneju koja je započela u listopadu 2010. zajedno s britanskim sastavom Tesseract te je ponovno otišao na europsku turneju zajedno s Aeon Zenom i Anneke van Giersbergen.
Treći i četvrti album u serijalu Devin Townsend Project albuma, Deconstruction i Ghost, bili su objavljeni na isti dan, 21. lipnja 2011. godine. U prosincu 2011. sva su četiri Devin Townsend Project albuma, s dodatnim CD-ovima i DVD-ovima, bila objavljena u box setu Contain Us. Devin Townsend Project je na četiri koncerta u Londonu posebno svirao sve pjesme s četiri albuma sastava te ih je snimio za DVD box set By a Thread: Live in London 2011 koji je bio objavljen 18. lipnja 2012. Prva tri nastupa bila su održana na University of London Unionu  od 10. do 12. studenog 2011. te je cjelokupni glazbeni materijal s albuma Ki, Addicted i Deconstruction bio odsviran pojedinačno jednu po jednu večer. Nastup za Ghost bio je održan 13. studenog iste godine u Kapeli Unije na Islingtonu. Svaki je od ovih koncerata nosio naziv "An Evening with the Devin Townsend Project".
Iako je Devin Townsend Project izvorno trebao objaviti samo četiri albuma, Townsend je odlučio nastaviti svoj rad pod tim imenom te je sa sastavom 18. rujna 2012. objavio peti album, Epicloud. Na albumu je ponovo gostovala pjevačica Anneke van Giersbergen. Epicloud se pojavio na nekoliko europskih top lista albuma, dospjevši na osmo mjesto u Finskoj. Dana 27. listopada 2012. Townsend je nastupio na jednokratnom koncertu pod imenom The Retinal Circus u Roundhouse u Londonu, svirajući pjesme iz cijele vlastite karijere. Trosatni nastup je bio snimljen u visokoj rezoluciji te je bio objavljen na DVD-u i Blu-rayu 30. rujna 2013. Godine 2012. Townsend je svirao bas-gitaru na albumu Noistalgia, debitantskom albumu grupe Bent Sea te je također bio i producent albuma.
Još jedan glazbeni projekt koji je Townsend spomenuo više puta između 2009. i 2012. godine je Obviouser, album na kojem se nalazi "jeziva, apokaliptična glazba vođena bas-gitarom", stvorena uz pomoć "Ampegove opreme" i "islandskog zbora". Zbog istovremenog rada na više projekata, Townsend je 2012. izjavio kako se projekt Obviouser natječe za startnu poziciju dok se "on jednog dana ne probudi i kaže da 'ga želi ostvariti'".

### Casualties of CooliZ2(2012. – 2014.)
Nakon objave Deconstructiona i Ghosta, Townsend je najavio novi album pod imenom Casualties of Cool na kojem je počeo raditi nakon objave Epiclouda. Na albumu se pojavljuju pjevačica Ché Aimee Dorval (s albuma Ki) te bubnjar Morgan Ågren. Townsend je izjavio da album zvuči poput "ukletih pjesama Johnnyja Casha" te "kasnonoćne glazbe", ističući kako će biti drugačiji od svega što je prije napravio. Townsend je komentirao kako je glazba na albumu u ovom trenutku njegova života "najbliža njegovome srcu" te da je u pitanju bitan i zadovoljavajući projekt koji ne želi požurivati.
Album je bio završen u studenom 2013. te je za album bio snimljen i bonus CD koji je sadržavao preostali materijal s glavnog albuma i pjesme s Ghost 2, neobjavljene kompilacije preostalih pjesama s Ghosta. Townsend je 2012. godine izjavio kako će taj album biti šesti i posljednji album u serijalu Devin Townsend Projecta, no kasnije je ipak potvrdio kako će Casualties of Cool biti svoj vlastiti projekt. Townsend je također započeo i kampanju skupnog financiranja preko stranice PledgeMusic kako bi se podržala objava albuma. Financiranje je brzo stiglo do željenog cilja te su sve naknadne donacije otišle na financiranje Townsendovih budućih projekata. Casualties of Cool je bio objavljen 14. svibnja 2014. Album je bio ponovno objavljen diljem svijeta 15. siječnja 2016., sadržavajući dodatni DVD s koncertnim snimkama s nastupa u Kapeli Unije u Londonu 2014. godine.
Još od 2009. Townsend je radio na dugotrajnom albumskom projektu pod imenom Z², nastavku albuma Ziltoid the Omniscient iz 2007. Godine 2012. komentirao je kako je "možda upravo napisao najžešću stvar koju je ikad skladao" za album te je izjavio kako bi na albumu moglo doći do iznenađujućeg manjka pojava samog Ziltoida. Međutim, u kolovozu 2013., londonska radio stanica TeamRock Radio emitirala je prvu epizodu Ziltoid Radija, satiričke radio emisije čiji je jedini voditelj bio Ziltoid; radio emisija je ujedno bila dio cijelog Z² projekta. Townsend je također napomenuo kako će objavi albuma prethoditi "ZTV" iliti "Ziltoid TV". Townsend je kasnije komentirao kako je usred odlazaka na turneje i skladanja bilo teško raspoređivati rad na projektu, izjavljujući da je "potrebno mnogo truda" kako bi se održavala zabavnost sadržaja koji krasi ironični humor.
Nakon zapisivanja ideja za preko 70 pjesama, Townsend je izjavio da će konačno završiti cijeli projekt te je nakon toga komentirao da će album biti objavljen 27. listopada 2014. Snimanje albuma započelo je u svibnju 2014. te je konačni projekt uključivao album, Ziltoid TV program i koncertni nastup s "velikim grafičkim romanom/stripom" i dokumentarnim filmom. Sam album je dvostruki album te prvi CD čini materijal Devin Townsend Projecta dok drugi CD čini glavni album; prema Townsendu, tematika albuma je "Ziltoid protiv svijeta". CD Devin Townsend Projecta zove se Sky Blue te se Ziltoidov CD zove Dark Matters.
Nakon što je završio rad na albumu, Townsend je izjavio kako je projekt bio "kažnjavajući" i "u pogledu završavanja, prava noćna mora" zbog količine materijala naspram uskog rasporeda. Također je opisao poteškoće projekta govoreći da "kad bi ikad počeo [ponovo] piti, to bi bili zadnji mjeseci [projekta]", no pošto je uspio dovršiti album komentirao je da "se ponovo počinje osjećati uzbuđeno". Kasnije, "nakon što se kaos završavanja [projekta] smirio", Townsend je komentirao kako je bio vrlo zadovoljan rezultatom.
Townsend je 2014. godine raspravljao o pauzi u radu u trajanju najmanje godinu dana koja je trebala započeti nakon Z² nastupa u Royal Albert Hallu 13. travnja 2015. Tijekom neodređeno dugog odmora Townsend je planirao "napuniti svoje baterije", "inspirirati se i steći iskustva" te "vidjeti što mu budućnost" nosi.

### Transcendence(2014. – 2017.)
Godine 2014. Townsend je u Los Angelesu, zajedno s producentom Brianom Howesom, snimio pjesmu 'popastog zvuka' ali ju je odbio objaviti. Townsend je komentirao kako je bio protiv objave projekta zbog trenutne prigušenosti hard rocka u popularnoj glazbi. Pjesmu je opisao kao "mlaku heavy metal Devin pjesmu". Dana 11. prosinca 2015. Townsend je preko Twittera najavio da snima vokale za pjesmu Stevea Vaija.
Godine 2015. Townsend je najavio objavu sedmog Devin Townsend Project albuma pod imenom Transcendence. Album je bio snimljen u studiju Armoury u Vancouveru te je bio objavljen 9. rujna 2016.
Dana 17. ožujka 2017. Devin Townsend Project je u cijelosti izveo album Ocean Machine u dvorani Hammersmith Apollo. Townsend je 30. listopada 2017. godine najavio kako će 2018. godine objaviti četiri nova albuma.

### 'Odmor' od Devin Townsend Projecta,Empath(2018. – 2020.)
Dana 31. siječnja 2018. Townsend je na svojoj Facebook stranici najavio da će pauzirati Devin Townsend Project i usredotočiti se na nekolicinu drugih projekata, kao i na prethodno najavljena četiri albuma.
Townsend je 15. siječnja 2019. najavio svoj sljedeći album, Empath, te izjavio da će biti objavljen 29. ožujka 2019. godine. Svrha albuma jest "vidjeti što bi se dogodilo kad bi se svi stilovi koji trenutno zanimaju [Townsenda] konačno prikazali na jednom mjestu" te "dopustiti publici da osjeti raznolike glazbene emocije. Glazbena dinamika prikazana na ovom albumu vrlo je prostrana, izazovna i neizmjerna. Pristupanje ovakvoj vrsti djela s dugačkom poviješću onoga što žestoku glazbu čini ‘žestokom’ omogućuje mu da se ostvari uz moć koju se rijetko čuje." Među gostujućim glazbenicima našli su se nekadašnji suradnici Franka Zappe Mike Keneally, Morgan Ågren i Steve Vai, kao i Samus Paulicelli, Chad Kroeger, Anneke Van Giersbergen, Ché Aimee Dorval iz Casualties of Coola te Ryan Dahle. Serijal dokumentarnih videozapisa koji prate stvaranje Empatha objavljen je na YouTubeu. Pojavio se u emisiji Tuesday Talks YouTuberice Mary Spender.
Dana 12. ožujka 2020. izjavio je da odgađa ostatak turneje Empath Vol. 1 North American Tour zbog pandemije koronavirusa. Četiri dana poslije pokrenuo je kampanju za skupno financiranje kojom je namjeravao pokriti troškove odgođene turneje; iako je zatraženo 50 000 dolara, kampanjom je prikupljeno više od 80 000. Da bi zahvalio obožavateljima, pokrenuo je projekt "Quarantine Project", u sklopu kojeg je objavio nove pjesme. Među tim novim pjesmama nalazi se i ponovno miksana inačica pjesme "A New Reign" s albuma Sky Blue. Townsend je na projektu surađivao s glazbenicima kao što su Kat Epple, Samus Paulicelli, Morgan Ågren, Federico Paulovich, Ché Aimee Dorval, Mattias Eklundh, Wes Hauch i Liam Wilson.

### Order of Magnitudei nadolazeći projekti (2020. – danas)
U travnju 2020. Townsend je na službeni kanal na YouTubeu počeo postavljati kronološki serijal podcastova; u svakom od njih raspravlja o jednom albumu iz svoje diskografije ili više njih – osvrće se na same albume, što je utjecalo na nastanak pjesama, glazbenike s kojima je surađivao i vlastite životne prilike tijekom pisanja i snimanja pjesama.
U kolovozu 2020. najavio je da će objaviti Empath Live Volume 1: Order of Magnitude, koncertni album snimljen tijekom prve turneje za Empath, i da će održati virtualni koncert Empath Live Volume 2: By Request umjesto odlaska na drugi dio turneje. Taj je koncert naposljetku održan 5. rujna; uz Townsenda su nastupali bubnjar Samus Paulicelli, gitarist Wes Hauch i basist Liam Wilson. Svatko je od njih svirao pred zasebnim zelenim platnom i osam različitih kamera radi što bolje realizacije virtualnog koncerta. Tijekom koncerta Townsend je također odgovarao na pitanja publike, izjavio da je koncert snimljen i masteriran u rezoluciji 4K te da bi ga jednog dana mogao objaviti na Blu-rayu.
Potom se posvetio snimanju dvaju albuma, The Puzzlea i Snugglesa, koji bi trebali biti objavljeni 8. studenoga 2021., a u ožujku 2022. bit će objavljen još jedan uradak, Lightwork. Izjavio je da je The Puzzle utemeljen na "kaotičnoj godini" 2020. i pandemiji koronavirusa, a da je Snuggles mirniji album; oba su uratka "multimedijski umjetnički projekti na kojima je sudjelovalo više glazbenika" i popraćeni su zasebnim filmovima, a uz The Puzzle će biti objavljen i strip. Objavljeno je i da će se tijekom travnja i svibnja 2022. održati promidžbena turneja za Lightwork.

## Privatni život
Townsend je u braku s Tracy Turner s kojom je prohodao kada je imao 19 godina. Turner mu je 4. listopada 2006. godine rodila sina Reynera Liama Johnstana Townsenda. U intervjuu održanom u prosincu 2011. Townsend je izjavio da je bio vegetarijanac veći dio posljednjih dvadeset godina zbog etičkih razloga. Usprkos tome, nije aktivist.

## Glazbeni stil

### Projekti
Townsend je oblikovao svoja dva glavna projekta, agresivni Strapping Young Lad i svoj melodičniji samostalni materijal, kao projekte od jednake važnosti. Glazbu Strapping Young Lada činio je raznoliki miks ekstremnih metal žanrova: death metala, thrash metala, black metala i industrial metala. Townsendov samostalni materijal spaja više žanrova i utjecaja s elementima atmosferične ambijentalne glazbe, hard rocka i progresivnog rocka zajedno s glam metalom i arena rockom. Townsend ju je opisao kao "vrlo orkestriran tip ekspanzivne glazbe bazirane u hard rocku i heavy metalu. Gusta i producirana uz veliku količinu ambijentalnih elemenata." Unatoč većoj prihvaćenosti i popularnosti Strapping Young Lada, Townsend se više identificira sa svojim samostalnim materijalom te se nikad nije namjeravao glazbeno usredotočiti isključivo na Strapping Young Lad.

### Stil glazbene produkcije
Kao samozvani "obožavatelj višestrukog snimanja", Townsend je razvio svojstveni stil produkcije koji sadrži atmosferičan, slojevit "zvučni zid". Townsend je zadobio mnoge pohvale kritičara za svoja produciranja koja "su uvijek označena osjećajem za avanturu, intrigom, kaotičnim atmosferama i cjelokupne slušne pirotehnike", prema riječima Mikea G. iz časopisa Metal Maniacs. Townsend pri produciranju svoje glazbe uglavnom koristi Pro Tools, no koristi i druge softvere pakete kao što su Steinberg Cubase, Ableton Live i Logic Pro. Townsendove glazbene ideje i stil produkcije često su bili uspoređivani s Philom Spectorom i Frankom Zappom. Townsend je za većinu svojeg samostalnog rada sam izvršavao potrebe masteringa i miksanja. Također je miksao i remiksao rad drugih glazbenika poput Rammsteina, August Burns Reda i Misery Signalsa.

### Stil sviranja
Townsend se uglavnom koristi Open C štimungom za svoje gitare sa šest i sedam žica. Trenutačno također koristi i Open B štimung te Open B flat štimung (što je zapravo Open C štimung naštiman za pola i cijelu notu pojedinačno) na svojim gitarama od šest žica. Townsendova tehnika sviranja je raznolika te varira od sviranja prstima, korištenja power akorda i poliakorda do sviranja arpeggiosa koristeći sweep-picking te korištenja raznih tehnika tappinga. Također je poznat po svojem čestom korištenju efekata poput reverba i delaya. Izjavio je kako mu se ne sviđa shredding stil sviranja, komentirajući kako mu "u glazbenom smislu nije interesantno" te da jedino solira kada smatra da može unutar konteksta pjesme.

### Stil pjevanja
Townsend u svojem radu koristi raznim vokalnim tehnikama, uključujući vrištanjem, growlanjem te čak i falsetom. Njegov raspon glasa pokriva više od 5 oktava (od tona C do f4).

### Utjecaji
Na Townsenda u glazbenom smislu utječe široka lepeza glazbenih žanrova, ali najviše heavy metal. Townsend je naveo, među ostalima, Judas Priest, W.A.S.P., Franka Zappu, broadwayske mjuzikle, ABBU, new-age glazbu, Zoviet France, King's X, Morbid Angel, Barkmarket, Grotus, Jane's Addiction, Metallicu, Cop Shoot Cop i Fear Factory kao svoje utjecaje te je nekoliko puta izrazio svoje divljenje prema sastavu Meshuggah, nazivajući ga "najboljim metal sastavom na planetu". Townsend je također naveo i Paula Horna te Ravija Shankara kao "dva najbitnija glazbenika u njegovom životu". Dvije pjesme za koje je Townsend komentirao da su mu promijenile pogled na glazbu su "The Burning Down" grupe King's X te "Up the Beach" sastava Jane's Addiction. Album City bio je inspiriran sastavima kao što su Foetus i Cop Shoot Cop te su njegovi glavni utjecaji za vrijeme skladanja The New Blacka bili Meshuggah i "tradicionalniji metal" kao Metallica. Townsenda također inspirira rad orkestralnih i klasičnih skladatelja kao što su John Williams, Trevor Jones i Igor Stravinski.

## Diskografija
| Samostalni studijski albumi - Ocean Machine: Biomech (1997.) - Infinity (1998.) - Physicist (2000.) - Terria (2001.) - Devlab (2004.) - The Hummer (2006.) - Ziltoid the Omniscient (2007.) - Empath (2019.) - The Puzzle (2021.) - Snuggles (2021.) - Lightwork (2022.) - PowerNerd (2024.) | Studijski albumi s The Devin Townsend Bandom - Accelerated Evolution (2003.) - Synchestra (2006.) Studijski albumi s Devin Townsend Projectom - Ki (2009.) - Addicted (2009.) - Deconstruction (2011.) - Ghost (2011.) - Epicloud (2012.) - Z² (2014.) - Transcendence (2016.) | Studijski albumi sa Strapping Young Ladom - Heavy as a Really Heavy Thing (1995.) - City (1997.) - Strapping Young Lad (2003.) - Alien (2005.) - The New Black (2006.) Studijski albumi s Punky Brüsterom - Cooked on Phonics (1996.) Studijski albumi s Casualties of Coolom - Casualties of Cool (2014.) |